# Rožle Prezelj
Rožle Prezelj (Maribor, 26 settembre 1979) è un ex altista sloveno.

## Biografia
Figlio del decatleta Dušan Prezelj e dell'altista jugoslava Stanka Lovše Prezelj, due volte vincitrice dei campionati nazionali, Rožle ha rappresentato la Slovenia in tre edizioni consecutive dei Giochi olimpici, dal 2004 al 2012. È detentore dei record nazionali del salto in alto e vincitore di quattordici titoli nazionali outdoor e otto indoor dal 2001 al 2014.
Dopo il suo ritiro, è succeduto a Frank Fredericks alla presidenza della commissione atleti della IAAF.

## Record nazionali
- Salto in alto: 2,32 m ( Maribor, 17 giugno 2012)
- Salto in alto indoor: 2,31 m ( Lubiana, 24 gennaio 2004)

## Palmarès
| Anno | Manifestazione           | Sede              | Evento        | Risultato | Prestazione | Note |
| ---- | ------------------------ | ----------------- | ------------- | --------- | ----------- | ---- |
| 1998 | Mondiali juniores        | Annecy            | Salto in alto | 22º (q)   | 2,05 m      |      |
| 2001 | Europei under 23         | Amsterdam         | Salto in alto | Oro       | 2,21 m      |      |
| 2001 | Giochi del Mediterraneo  | Tunisi            | Salto in alto | 5º        | 2,19 m      |      |
| 2002 | Europei indoor           | Austria           | Salto in alto | 17º (q)   | 2,17 m      |      |
| 2002 | Europei indoor           | Monaco di Baviera | Salto in alto | 18º (q)   | 2,15 m      |      |
| 2003 | Mondiali                 | Saint-Denis       | Salto in alto | 29º (q)   | 2,20 m      |      |
| 2004 | Mondiali indoor          | Budapest          | Salto in alto | 10º (q)   | 2,24 m      |      |
| 2004 | Giochi olimpici          | Atene             | Salto in alto | 20º (q)   | 2,20 m      |      |
| 2005 | Europei indoor           | Madrid            | Salto in alto | 21º (q)   | 2,18 m      |      |
| 2005 | Giochi del Mediterraneo  | Almería           | Salto in alto | 8º        | 2,18 m      |      |
| 2006 | Europei                  | Göteborg          | Salto in alto | 17º (q)   | 2,19 m      |      |
| 2007 | Europei indoor           | Birmingham        | Salto in alto | 21º (q)   | 2,13 m      |      |
| 2007 | Mondiali                 | Osaka             | Salto in alto | 19º (q)   | 2,26 m      |      |
| 2007 | Giochi mondiali militari | Hyderabad         | Salto in alto | 5º        | 2,22 m      |      |
| 2008 | Giochi olimpici          | Pechino           | Salto in alto | 12º       | 2,20 m      |      |
| 2009 | Mondiali militari        | Sofia             | Salto in alto | 4º        | 2,15 m      |      |
| 2010 | Europei                  | Barcellona        | Salto in alto | 24º (q)   | 2,15 m      |      |
| 2011 | Europei indoor           | Parigi            | Salto in alto | 9º (q)    | 2,22 m      |      |
| 2011 | Mondiali                 | Taegu             | Salto in alto | 21º (q)   | 2,25 m      |      |
| 2012 | Europei                  | Helsinki          | Salto in alto | 21º (q)   | 2,15 m      |      |
| 2012 | Giochi olimpici          | Londra            | Salto in alto | 25º (q)   | 2,21 m      |      |
| 2013 | Giochi del Mediterraneo  | Mersin            | Salto in alto | 7º        | 2,21 m      |      |
| 2013 | Mondiali                 | Mosca             | Salto in alto | 25º (q)   | 2,17 m      |      |

## Altre competizioni internazionali
| Anno | Manifestazione                 | Sede      | Evento        | Risultato | Prestazione |
| ---- | ------------------------------ | --------- | ------------- | --------- | ----------- |
| 2001 | Coppa Europa (1st League)      | Budapest  | Salto in alto | Bronzo    | 2,18 m      |
| 2002 | Coppa Europa (1st League)      | Siviglia  | Salto in alto | 4º        | 2,16 m      |
| 2003 | Coppa Europa (1st League)      | Velenje   | Salto in alto | Bronzo    | 2,21 m      |
| 2004 | Coppa Europa (1st League)      | Istanbul  | Salto in alto | Oro       | 2,27 m      |
| 2005 | Coppa Europa (1st League)      | Gävle     | Salto in alto | 6º        | 2,18 m      |
| 2006 | Coppa Europa (1st League)      | Salonicco | Salto in alto | Oro       | 2,27 m      |
| 2007 | Coppa Europa (1st League)      | Milano    | Salto in alto | Bronzo    | 2,22 m      |
| 2008 | Coppa Europa (1st League)      | Istanbul  | Salto in alto | Bronzo    | 2,14 m      |
| 2009 | Europei a squadre (1st League) | Bergen    | Salto in alto | 6º        | 2,20 m      |
| 2010 | Europei a squadre (1st League) | Budapest  | Salto in alto | 5º        | 2,15 m      |
| 2011 | Europei a squadre (1st League) | Smirne    | Salto in alto | Argento   | 2,20 m      |
| 2013 | Europei a squadre (2nd League) | Kaunas    | Salto in alto | Argento   | 2,18 m      |
| 2014 | Europei a squadre (1st League) | Tallinn   | Salto in alto | 9º        | 2,10 m      |